# Camellia laotica
Camellia laotica är en tvåhjärtbladig växtart som först beskrevs av François Gagnepain, och fick sitt nu gällande namn av T. L. Ming. Camellia laotica ingår i släktet Camellia och familjen Theaceae. Inga underarter finns listade i Catalogue of Life.